# 孙宝林
孙宝林（？—），男，汉族，中华人民共和国政治人物。现任中国版权保护中心（中华版权代理中心）主任、党委书记。第十三、十四届全国政协委员。